# Ка ди Рењола (Ређо Емилија)
Ка ди Рењола је насеље у Италији у округу Ређо Емилија, региону Емилија-Ромања.
Према процени из 2011. у насељу је живело 35 становника. Насеље се налази на надморској висини од 649 м.